# Herb Lipna
Herb Lipna – jeden z symboli miasta Lipno w postaci herbu ustanowiony przez radę miejską 17 września 2014 r.

## Wygląd i symbolika
Herb przedstawia na srebrnej tarczy herbowej czerwoną bramę o dwóch wieżach z krenelażem i spiczastymi czarnymi dachami, zakończonymi czarnymi kulami. Każda wieża posiada wysokie okno łukowe. Brama o otwartych złotych wrotach z częściowo opuszczoną kratą (broną). Na murze z krenelażem łączącym wieże, zielona korona drzewa lipowego o siedmiu konarach zakończonych jednym liściem każda.